# Chasing Life
Chasing Life, ou La Vie Malgré Tout au Québec, est une série télévisée américaine en 34 épisodes de 42 minutes basée sur la telenovela mexicaine Terminales (es) de Miguel Angel Fox, développée par Susanna Fogel et Joni Lefkowitz, diffusée entre le 10 juin 2014 et le 28 septembre 2015 sur ABC Family aux États-Unis et au Canada sur ABC Spark.
Au Québec, la série est diffusée entre le 15 septembre 2016 et le 18 mai 2017 sur VRAK.TV. En France, elle a été diffusée intégralement le 3 juin 2019 sur le service Starz Play. En Afrique subsaharienne, la série est diffusée depuis le 5 février 2020 sur Canal+ Elles. En Amérique latine, la série est diffusée sur Fox. 

## Synopsis
April Carver est une reporter de 24 ans qui vit avec sa mère endeuillée Sara, sa petite sœur rebelle Brenna ainsi que sa grand-mère. Elle sort avec un collègue du nom de Dominic. Tout se détruit autour d'elle lorsqu'elle apprend par son oncle qu'elle est atteinte d'un cancer.

## Distribution

### Acteurs principaux
- Italia Ricci (VFB : Sophie Frison) : April Carver
- Mary Page Keller (VFB : Colette Sodoyez) : Sara Carver, mère d'April et Brenna
- Richard Brancatisano (VFB : Pierre Lognay) : Dominic Russo
- Haley Ramm (VFB : Maïa Baran) : Brenna Carver, sœur d'April
- Aisha Dee (VFB : Melissa Windal) : Beth Kingston, meilleure amie d'April
- Rebecca Schull (VFB : Carine Seront) : Emma, mère de Sara
- Scott Michael Foster (VFB : Nicolas Matthys) : Leo Hendrie

### Acteurs récurrents
- Vondie Curtis-Hall (VFB : Jean-Michel Vovk) : Lawrence
- Shi Ne Nielson (VFB : Myriem Akheddiou) : Raquel Avila, superviseure d'April
- Steven Weber (VFB : Franck Dacquin) : Dr George Carver, oncle d'April et Brenna
- Jessica Meraz (VFB : Séverine Cayron) : Natalie Ortiz, demi-sœur d'April et Brenna
- Laura Harring : Olivia Ortiz
- Gracie Dzienny (VFB : Julie Basecqz) : Greer Danville
- Dylan Gelula (VFB : Helena Coppejans) : Ford, meilleure amie de Brenna
- Abhi Sinha (VFB : Maxime Van Santfoort) : Danny Gupta, collègue et ami d'April
- Todd Waring : Bruce Hendrie
- Mary Beth Evans : Catherine Hendrie
- Augusto Aguilera (VFB : Pierre Le Bec) : Kieran[5]
- Rob Kerkovich (VFB : Sébastien Hébrant) : Graham, colocataire de Dominic
- Tom Irwin : Thomas Carver[6], père d'April
- Parker Mack : Finn Madill
- Beth Dover : Morgan
- Stephen Schneider : Aaron Phillips
- Jay R. Ferguson : Mr. Gordon
- Lynn Whitfield : Karen Callahan
- Merrin Dungey : Dr. Susan Hamburg, médecin d'April
- Andy Mientus (en) : Jackson[7]
- Ed Asner : grand-père[8] d'April
- Marion Ross : grand-mère[8] d'April
- Krysta Rodriguez : Vanessa[9] (saison 2)
- Amber Stevens : Frankie, meilleure amie de Leo[10] (saison 2)
- Sam Anderson : Gerald Rayburn
- Tamlyn Tomita : Dr. Mae Lin
- Aurora Perrineau : Margo
- Nora Kirkpatrick : Jaclyn
- Ben Lewis : Josh
- John Billingsley : Edwin Shaw
- Parker Mack : Finn Madill
- Leisha Hailey : Juliet
- Greg Germann : William Conti
- Timothy Granaderos : Gabe
- Amanda Walsh : Ellie Pratt

- Version française
  - Société de doublage : C You Soon
  - Direction artistique : Alexandra Correa
  - Adaptation des dialogues : Dimitri Botkine

## Développement
Le 2 octobre 2015, la série est arrêtée.

## Épisodes

### Première saison (2014-2015)
1. L'annonce faite à April (Pilot)
2. Appel à l'aide (Help Wanted)
3. Leucémie, sexe et carottes (Blood Cancer Sex Carrots)
4. Je dormirais quand je serai morte (I'll Sleep When I'm Dead)
5. La famille où tout le monde se ment (The Family That Lies Together)
6. Esprits lucides (Clear Minds, Full Lives, Can't Eat)
7. Grossesse en sursis (Unplanned Parenthood)
8. La mort devient sienne (Death Becomes Her)
9. Qu'attendre de la chimio ? (What to Expect When You're Expecting Chemo)
10. La chimio ! (Finding Chemo)
11. Boucles d'amour (Locks of Love)
12. La nouvelle April (Next April)
13. Devine qui vient faire un don (Guess Who's Coming to Donate ?)
14. Concert contre le cancer (Cancer Friends with Benefits)
15. Que la fête commence ! (April Just Wants to Have Fun)
16. La ligue des champions (The Big Leagues)
17. Mannequins d'un soir (Model Behavior)
18. Repose en paix (Rest in Peace)
19. Déclarations et ruptures (Life, Actually)
20. Pas de nouvelles, mauvaises nouvelles (No News Is Bad News)
21. Rechute (One Day)

### Deuxième saison (2015)
Le 6 novembre 2014, la série a été renouvelée pour une deuxième saison de treize épisodes diffusée à partir du 6 juillet 2015.
1. Au bord du gouffre (A View from the Ledge)
2. L'âge de raison (The Age of Consent)
3. La vie de Brenna (Life of Brenna)
4. Le questionnaire (Truly, Madly, Deeply)
5. L'effet Domino (The Domino Effect)
6. Le jour J (The Last W)
7. Jusqu'à ce que la mort nous sépare (As Long as We Both Shall Live)
8. Le fantôme en toi (The Ghost in You)
9. Révolte (Wild Thing)
10. Révélations (A Bottle of Secrets)
11. Nouveaux horizons (First Person)
12. Prête ou non (Ready or Not)
13. La Dolce Vita (La Dolce Vita)

## Nominations
- Teen Choice Awards 2014 :
  - Révélation série
  - Meilleure révélation masculine de l'année pour Richard Brancatisano
  - Meilleure star féminine de l'été pour Italia Ricci
- Teen Choice Awards 2015 :
  - Série de l'été
  - Meilleure star féminine de l'été pour Italia Ricci